# Slaggenomsnitt
Slaggenomsnitt eller träffgenomsnitt (engelska: batting average, förkortat AVG eller BA) är en statistisk kategori i baseboll. Den har traditionellt varit en av de tre viktigaste för en slagman tillsammans med homerun och run batted in (RBI) (inslagen poäng), men har numera förlorat något i betydelse.
Slaggenomsnitt räknas ut genom att man tar antalet hits som en slagman har presterat och dividerar det med antalet at bats som slagmannen har haft. Detta ger ett mått på hur stor andel av en slagmans at bats som har resulterat i en hit. Ju högre slaggenomsnitt desto bättre. Ett slaggenomsnitt på 0,300 eller högre under en säsong är ett mycket bra resultat och 0,400 är praktiskt taget ouppnåeligt på den allra högsta professionella nivån. Å andra sidan anses ett slaggenomsnitt som ligger på 0,230 eller lägre vara mycket dåligt och under 0,200 anses närmast oacceptabelt. Den sistnämnda nivån kallas ibland för "Mendoza-linjen" (engelska: the Mendoza Line) efter den mexikanska spelaren Mario Mendoza, som ofta hade ett slaggenomsnitt kring 0,200.
Slaggenomsnitt anges vanligen med tre decimaler, till exempel 0,298. Ibland används även i svensk text det engelska sättet att skriva, alltså utan nolla och med punkt i stället för kommatecken, till exempel .298. Man brukar uttala det utan decimalen så att ett slaggenomsnitt på 0,300 uttalas "trehundra".

## Slaggenomsnitt mot
Slaggenomsnitt räknas ut även för pitchers, men brukar då kallas slaggenomsnitt mot eller motståndarnas slaggenomsnitt (engelska: batting average against eller opponents' batting average, förkortat BAA, AVG eller OBA). För pitchers är det bäst att ha ett så lågt slaggenomsnitt mot som möjligt.
Uträkningen är i princip densamma som för slagmän, men eftersom at bats inte protokollförs för pitchers består nämnaren av batters faced minus walks minus hit batsmen minus sacrifice bunts minus sacrifice flies minus catcher's interference.

## Historia

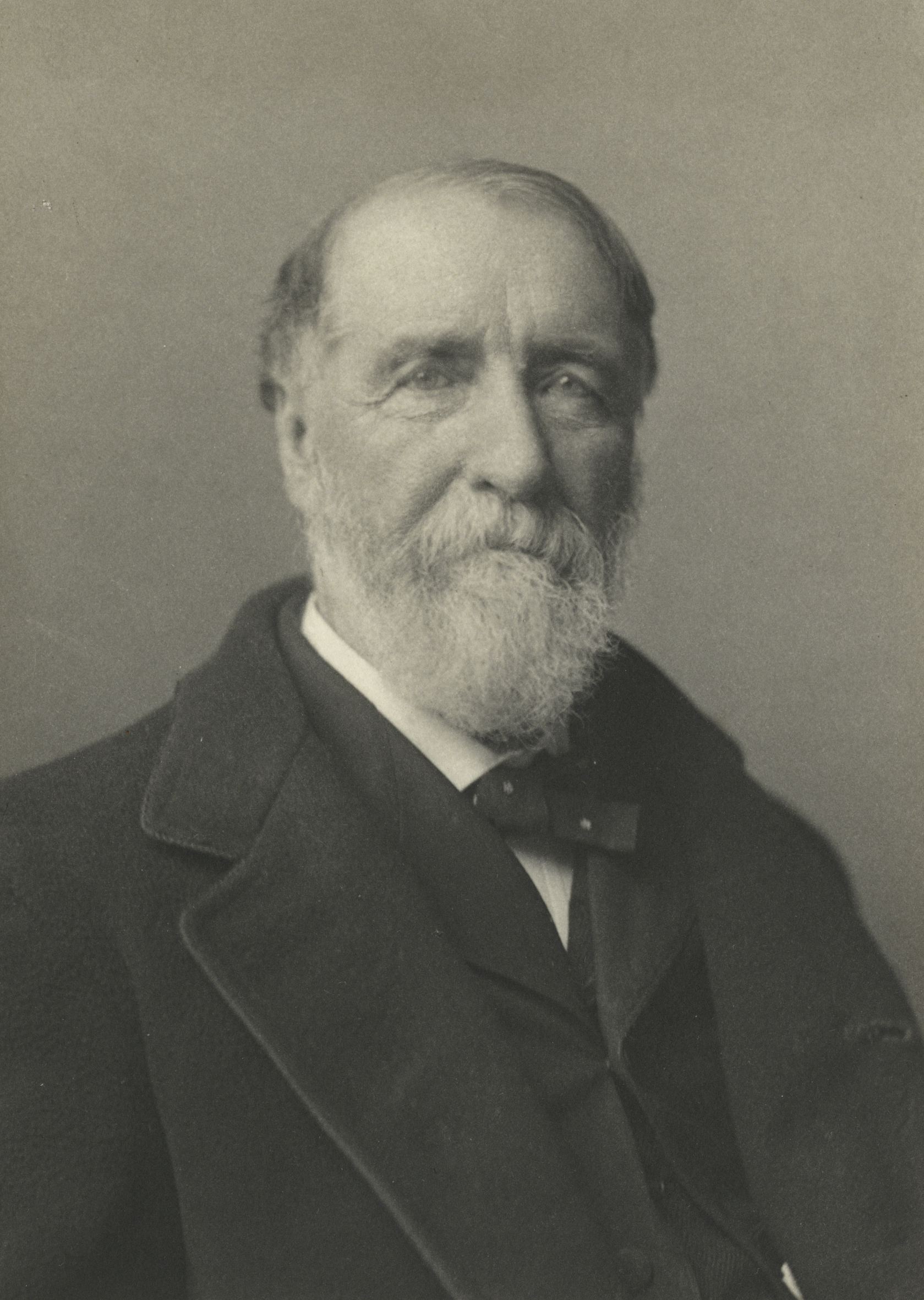
Henry Chadwick.

Den brittisk-amerikanska sportjournalisten Henry Chadwick (1824–1908) var en av personerna bakom hur slaggenomsnitt i baseboll skulle räknas ut. Han var uppväxt i Storbritannien där cricket var mycket populärt. Efter att Chadwick i tolvårsåldern emigrerade till USA blev han intresserad av den framväxande sporten baseboll och blev med tiden en mycket inflytelserik person inom sporten.
I cricket fanns redan begreppet slaggenomsnitt, vilket räknades ut genom att ta antalet poäng en slagman gjort och dela med antalet gånger slagmannen blivit bränd. Att bedöma en slagman efter antalet poäng och bränningar blev ursprungligen regel även i baseboll. Chadwick menade dock att antalet hits en slagman slog var ett bättre mått på slagmannens skicklighet eftersom det var mer oberoende av lagkamraternas prestationer. Han började därför 1867 att publicera slaggenomsnitt som räknades ut genom att dela antalet hits med antalet matcher slagmannen spelat. Först 1876 började man i stället att dela med antalet at bats, något som hade föreslagits av en annan sportjournalist, Hervie Alden Dobson, redan 1871.

## Kritik
I baseboll finns numera en mycket stor mängd avancerad statistik, så kallad sabermetrics, som används för att utvärdera spelare. Förespråkare av denna nya statistik menar att slaggenomsnitt inte är någon bra värdemätare för slagmän eftersom slaggenomsnitt inte påverkas av walks, som är ett vanligt sätt att ta sig ut på bas, eller av vilken typ av hit som slås (en homerun är mycket bättre för laget än en single). On-base plus slugging (OPS), som är summan av en slagmans on-base % och slugging %, är ett exempel på vad som anses vara en bättre värdemätare för slagmän. Exempel på ännu mer avancerad statistik är OPS+ (adjusted OPS), wOBA (weighted on-base average) och wRC+ (weighted runs created+).

## Major League Baseball

### Definition
I Major League Baseball (MLB) definieras slaggenomsnitt i paragraf 9.21(b) i de officiella reglerna. Definitionen är densamma som angetts ovan.
Under 1887 års säsong räknades walks som hits. Detta ledde till skyhöga slaggenomsnitt den säsongen. Tip O'Neill hade till exempel hela 0,485, högst i MLB:s historia. Genom åren har det funnits olika uppfattningar i frågan om dessa resultat skulle erkännas eller om man skulle räkna om statistiken med användande av den normala definitionen. En kommitté tillsatt av MLB beslutade i slutet av 1960-talet att statistiken skulle räknas om, men detta ändrades igen i början av 2000-talet. De flesta nutida källor, inklusive MLB och Baseball-Reference, har trots detta valt att räkna om statistiken så att walks den säsongen inte räknas som hits och O'Neills slaggenomsnitt blir då i stället 0,435.

### Utveckling
Under MLB:s första år, i slutet av 1800-talet och början av 1900-talet, var det inte ovanligt att slagmän hade slaggenomsnitt över 0,400. Frekvensen avtog dock efter 1920-talet och den senaste som lyckats med bedriften är Ted Williams 1941. Den som därefter varit närmast är Tony Gwynn, som 1994 hade ett slaggenomsnitt på 0,394.

### Tio i topp

#### Slagmän
| Nr | Slagman              | Säsonger              | AVG   |
| -- | -------------------- | --------------------- | ----- |
| 1  | Ty Cobb†             | 1905–1928             | 0,367 |
| 2  | Rogers Hornsby†      | 1915–1937             | 0,358 |
| 3  | Joe Jackson          | 1908–1920             | 0,356 |
| 4  | Ed Delahanty†        | 1888–1903             | 0,346 |
| 5  | Tris Speaker†        | 1907–1928             | 0,345 |
| 6  | Ted Williams†        | 1939–1942, 1946–1960  | 0,344 |
| 7  | Billy Hamilton†      | 1888–1901             | 0,344 |
| 8  | Dan Brouthers†       | 1879–1896, 1904       | 0,342 |
| 9  | Babe Ruth†           | 1914–1935             | 0,342 |
| 10 | Harry Heilmann†      | 1914, 1916–1930, 1932 | 0,342 |
| Nr | Bästa aktiva slagman | Säsonger              | AVG   |
| 63 | Miguel Cabrera*      | 2003–                 | 0,313 |

| Nr  | Slagman              | Säsong | AVG   |
| --- | -------------------- | ------ | ----- |
| 1   | Hugh Duffy†          | 1894   | 0,440 |
| 2   | Tip O'Neill          | 1887   | 0,435 |
| 3   | Ross Barnes          | 1876   | 0,429 |
| 4   | Willie Keeler†       | 1897   | 0,424 |
| 5   | Rogers Hornsby†      | 1924   | 0,424 |
| 6   | Nap Lajoie†          | 1901   | 0,421 |
| 7   | George Sisler†       | 1922   | 0,420 |
| 8   | Ty Cobb†             | 1911   | 0,420 |
| 9   | Tuck Turner          | 1894   | 0,416 |
| 10  | Fred Dunlap          | 1884   | 0,412 |
| Nr  | Bästa aktiva slagman | Säsong | AVG   |
| 196 | D.J. LeMahieu*       | 2020   | 0,364 |

* Aktiva spelare i MLB i fet stil

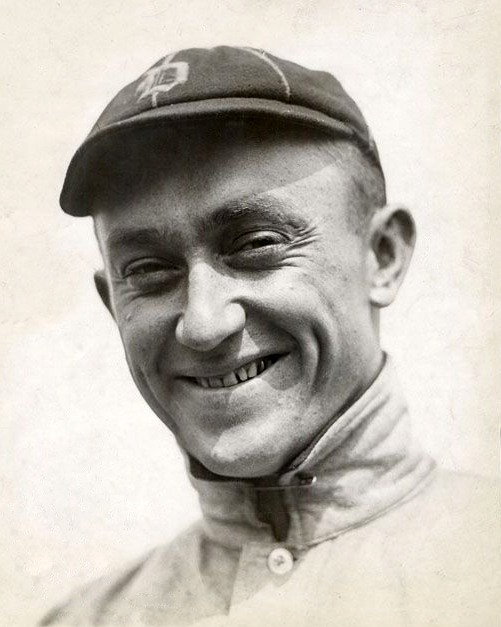
Ty Cobb har högst slaggenomsnitt under karriären.

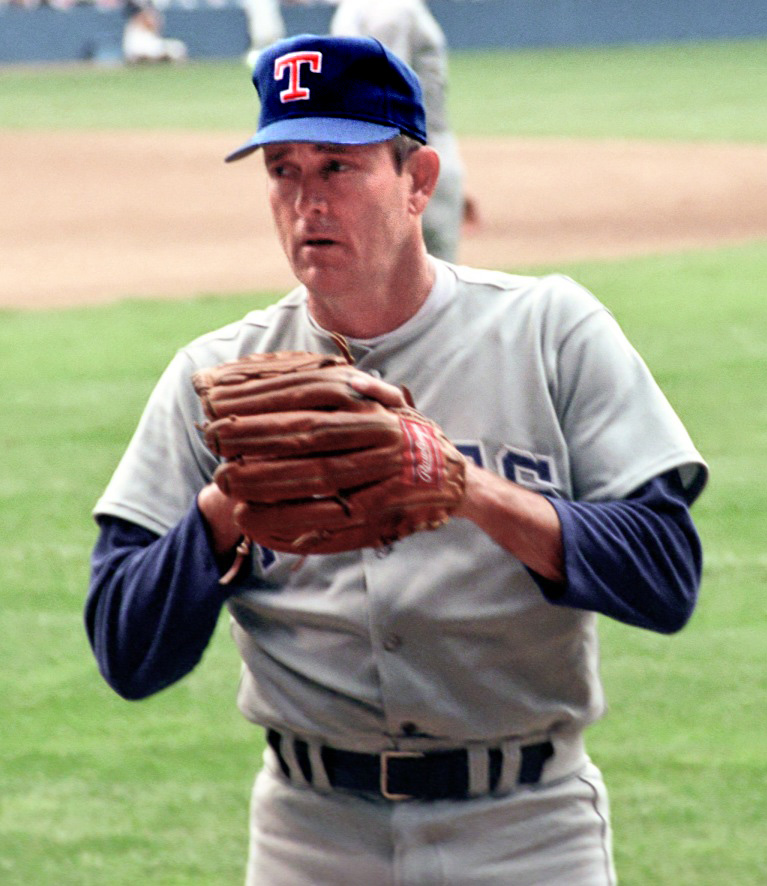
Nolan Ryan har lägst slaggenomsnitt mot under karriären.

† Spelare invalda i National Baseball Hall of Fame

#### Pitchers
| Nr | Pitcher          | Säsonger        | BAA   |
| -- | ---------------- | --------------- | ----- |
| 1  | Nolan Ryan†      | 1966, 1968–1993 | 0,204 |
| 2  | Sandy Koufax†    | 1955–1966       | 0,205 |
| 3  | Clayton Kershaw* | 2008–           | 0,208 |
| 4  | Andy Messersmith | 1968–1979       | 0,212 |
| 5  | Pedro Martínez†  | 1992–2009       | 0,214 |
| 6  | Sam McDowell     | 1961–1975       | 0,215 |
| 7  | Hoyt Wilhelm†    | 1952–1972       | 0,216 |
| 8  | Ed Walsh†        | 1904–1917       | 0,218 |
| 9  | Randy Johnson†   | 1988–2009       | 0,221 |
| 10 | Addie Joss†      | 1902–1910       | 0,223 |
| 10 | Max Scherzer*    | 2008–           | 0,223 |

| Nr | Pitcher           | Säsong | BAA   |
| -- | ----------------- | ------ | ----- |
| 1  | Trevor Bauer*     | 2020   | 0,159 |
| 2  | Dinelson Lamet*   | 2020   | 0,161 |
| 3  | Shane Bieber*     | 2020   | 0,167 |
| 3  | Pedro Martínez†   | 2000   | 0,167 |
| 5  | Kenta Maeda*      | 2020   | 0,168 |
| 5  | Luis Tiant        | 1968   | 0,168 |
| 7  | Nolan Ryan†       | 1991   | 0,172 |
| 7  | Justin Verlander* | 2019   | 0,172 |
| 9  | Ed Reulbach       | 1906   | 0,175 |
| 10 | Max Scherzer*     | 2017   | 0,178 |
| 10 | Blake Snell*      | 2018   | 0,178 |

* Aktiva spelare i MLB i fet stil
† Spelare invalda i National Baseball Hall of Fame

### Övriga rekord
För rookies är rekordet för högst slaggenomsnitt under en säsong 0,408, satt av Joe Jackson 1911. Rekordet för flest säsonger med ett slaggenomsnitt på minst 0,300 är 23, satt av Ty Cobb. Motsvarande rekord för ett slaggenomsnitt på minst 0,400 är tre säsonger, satt av Ed Delahanty och tangerat av Ty Cobb och Rogers Hornsby.
Den slagman som flest säsonger haft högst slaggenomsnitt i sin liga är Ty Cobb, som ledde American League elva (enligt vissa källor tolv) olika säsonger.
När det gäller MLB:s slutspel är den slagman som har högst slaggenomsnitt under karriären Bobby Brown med 0,439 (minimum: 40 plate appearances eller 18 walks + hits). Ser man enbart till World Series är rekordet 0,500, satt av Phil Garner (minimum: 36 plate appearances eller 14 walks + hits).